# Primera Divisió d'Andorra
La Lliga andorrana de futbol, denominada oficialment Lliga Multisegur Assegurances per motius comercials, és una competició de clubs de futbol del Principat d'Andorra, creada la temporada 1995-96. De caràcter anual, està organitzada per la Federació Andorrana de Futbol.
Fins al 2015, la lliga es coneixia com a Lliga Grup Becier i durant el 2016 com a Lliga Grup Sant Eloi. Va ser rebatejada el 2017 com a Lliga Multisegur Assegurances per motius de patrocini.

## Història
Els orígens de la lliga andorrana es remunten a la creació de la Federació Andorrana de Futbol (FAF) el 1994. El país compta des del 1942 amb un club de futbol al sistema de lligues espanyol, el Futbol Club Andorra, i a la dècada del 1970 diversos equips locals havien impulsat campionats amateur sense consideració oficial. La creació de la lliga era una condició necessària perquè Andorra fos acceptada com a membre actiu de la UEFA, la qual cosa es va fer oficial el 1996.
La temporada inaugural de 1995-96 va oferir com a primer campió el Futbol Club Encamp. El vencedor de la següent edició, el Club Esportiu Principat, es va convertir en el primer equip andorrà en disputar una competició europea. A partir de 1999 es va establir un sistema d'ascensos i descensos amb la creació de la Segona Divisió, que va reduir el nombre de clubs a l'elit als vuit actuals.

## Sistema de competició
Actualment està formada per dues divisions, la Primera Divisió, formada per 8 equips, i la Segona Divisió.
Els vuits clubs que disputen la Primera Divisió andorrana s'enfronten tots contra tots a doble partit. Després d'aquestes primeres catorze jornades, els quatre primers classificats juguen una lligueta entre ells per decidir el campió de la lliga ('play-offs pel títol') i els quatre últims ho fan per evitar el descens ('play-offs pel descens').
L'últim classificat baixa a la Segona Divisió, mentre que el penúltim classificat juga una promoció contra el segon classificat de la Segona Divisió.
El campió obté una plaça per la primera ronda de classificació de la Lliga de Campions. El segon classificat l'obté per la Lliga Europa de la UEFA.

## Historial
Font:
- 1994-95:  FC Santa Coloma (1)
- 1995-96:  FC Encamp (1)
- 1996-97:  CE Principat (1)
- 1997-98:  CE Principat (2)
- 1998-99:  CE Principat (3)
- 1999-00:  Constel·lació Esportiva ()
- 2000-01:  FC Santa Coloma (2)
- 2001-02:  FC Encamp (2)
- 2002-03:  FC Santa Coloma (3)
- 2003-04:  FC Santa Coloma (4)
- 2004-05:  UE Sant Julià (1)
- 2005-06:  FC Ranger's (1)
- 2006-07:  FC Ranger's (2)
- 2007-08:  FC Santa Coloma (5)
- 2008-09:  UE Sant Julià (2)
- 2009-10:  FC Santa Coloma (6)
- 2010-11:  FC Santa Coloma (7)
- 2011-12:  FC Lusitans (1)
- 2012-13:  FC Lusitans (2)[6]
- 2013-14:  FC Santa Coloma (8)
- 2014-15:  FC Santa Coloma (9)
- 2015-16:  FC Santa Coloma (10)
- 2016-17:  FC Santa Coloma (11)
- 2017-18:  FC Santa Coloma (12)
- 2018-19:  FC Santa Coloma (13)
- 2019-20:  Inter Club d'Escaldes (1)
- 2020-21:  Inter Club d'Escaldes (2)
- 2021-22:  Inter Club d'Escaldes (3)
- 2022-23:  Atlètic Club d'Escaldes (1)
- 2023-24:  UE Santa Coloma (1)
- 2024-25:  Inter Club d'Escaldes (4)

## Palmarès
| Club                    | Títols | Temporades |
| ----------------------- | ------ | --- |
| FC Santa Coloma         | 13     | 1994-95, 2000-01, 2002-03, 2003-04, 2007-08, 2009-10, 2010-11, 2013-14, 2014-15, 2015-16, 2016-17, 2017-18, 2018-19 |
| Inter Club d'Escaldes   | 4      | 2019-20, 2020-21, 2021-22, 2024-25                                                                                  |
| CE Principat            | 3      | 1996-97, 1997-98, 1998-99                                                                                           |
| FC Ranger's             | 2      | 2005-06, 2006-07 |
| FC Encamp               | 2      | 1995-96, 2001-02 |
| UE Sant Julià           | 2      | 2004-05, 2008-09 |
| FC Lusitans             | 2      | 2011-12, 2012-13 |
| Constel·lació Esportiva | 1      | 1999-00 |
| Atlètic Club d'Escaldes | 1      | 2022-23 |
| UE Santa Coloma         | 1      | 2023-24 |

1. ↑  La Federació Andorrana de Futbol reconeix el títol de la lliga amateur de la temporada de 1994-95 com a oficial.

## Curiositats
- Tots els equips de la lliga andorrana comparteixen el mateix estadi, l'Estadi Comunal d'Aixovall. A més de tots els partits de lliga, aquest recinte també acull els partits de la Copa Constitució i la Supercopa.
- L'FC Andorra, un dels principals clubs del país, no ha disputat mai la lliga andorrana, ja que juga a la Lliga espanyola en estar federat a la Federació Catalana de Futbol.